# Biblia Calova
Biblia Calova (pełny tytuł niem. Heilige Bibel nach Herrn Martini Lutheri Dolmetschung und mit Anführung von Lutheri deutschen und verdeutschen Schriften abgefasst) – trzytomowa Biblia Lutra z uwagami Marcina Lutra, skompilowana i uzupełniona obszernymi komentarzami luterańskiego teologa Abrahama Calova od którego nazwiska wzięła swoją nazwę. Została wydana w latach 1681–1692. Przez długi czas uważana za zaginioną.

## Egzemplarz J.S. Bacha
Jednym z posiadaczy Biblii Calova był niemiecki kompozytor epoki baroku Johann Sebastian Bach. Między teologią a muzyką tworzoną przez J.S. Bacha istnieje istotny związek. Był religijnym człowiekiem, od dzieciństwa uczył się podstaw teologii. Przez całe życie studiował Biblię i dzieła teologiczne, szczególnie te napisane przez Marcina Lutra. Ze względu na znaczenie, jakie Bach nadawał słowom Ewangelii, większość badaczy uznała go za muzycznego komentatora Biblii, a jego kantaty za rodzaj muzycznych kazań. Czytając Biblię Calova Bach zapisywał na jej marginesach swoje spostrzeżenia. Na stronie tytułowej każdego z tomów umieścił też swoją sygnaturę i datę 1733.
Przez dwa stulecia Biblia Calova była uznawana za utraconą. W czerwcu 1934 roku luterański pastor Christian G. Riedel udając się na synod luterański w Frankenmuth w stanie Michigan zatrzymał się w domu swojego kuzyna Leonarda Reichle’a, który na strychu posiadał starą Biblię w języku niemieckim i nie wiedział co z nią zrobić. Biblia ta okazała się być egzemplarzem Biblii Calova, który należał do Johanna Sebastiana Bacha, co poświadczały jego odręczne uwagi w tekście. Rodzina Reichle zakupiła tę Biblię w latach 30. XIX w. w Filadelfii.
W 1938 roku rodzina Reichle z Frankenmuth przekazała odnaleziony egzemplarz należący do Bacha do biblioteki luterańskiego Seminarium Concordia w Saint Louis, gdzie jest przechowywana.
Faksymile egzemplarza Biblii, który posiadał Bach wraz z jego odręcznymi wpisami w roku 2017 wydało Wydawnictwo Diecezji Pelplińskiej „Bernardinum” we współpracy z holenderskim wydawcą Uitgeverijem Van Wijnenem i amerykańskim Seminarium Concordia.

## Inne egzemplarze
Biblia Calova miała kilka wydań, których egzemplarze są dostępne w bibliotekach.